# Миллионер из трущоб
«Миллионе́р из трущо́б» (англ. Slumdog Millionaire) — британский драматический фильм 2008 года, который является экранизацией романа индийского писателя Викаса Сварупа Вопрос — Ответ (2005). В нём рассказывается история 18-летнего Джамала Малика из трущоб Джуху в Мумбаи. Дев Патель сыграл главную роль в своём дебютном фильме в роли Джамала, снятом в Индии, режиссёром которого был Дэнни Бойл, сценаристом — Саймон Бофой, продюсером — Кристиан Колсон, а Лавлин Тандан была заявлена в качестве сорежиссёра. В качестве участника программы Kaun Banega Crorepati, индийско-хинди-версии Who Wants to Be a Millionaire?, Джамал удивляет всех, отвечая правильно на все вопросы до сих пор, выигрывая ₹1 крор (210 000 долларов США (эквивалент $297 181 в 2023 году)), и он находится в одном вопросе от выигрыша главного приза в ₹2 крор (420 000 долларов США (эквивалент $594 362 в 2023 году)). Обвиняемый в мошенничестве, он рассказывает полиции историю своей жизни, иллюстрируя, как он смог ответить на каждый вопрос.
После мировой премьеры на кинофестивале в Теллуриде и последующих показов на Международном кинофестивале в Торонто и Лондонском кинофестивале фильм Миллионер из трущоб 9 января 2009 года вышел в общенациональный прокат в Великобритании, а 23 января 2009 года — в Индии, где он снискал большую часть своего первоначального успеха и дурной славы. В США он был выпущен 25 января 2009 года. Он был признан хитом и получил широкую известность благодаря своему сюжету, саундтреку, операторской работе, монтажу, режиссуре и выступлениям (особенно Пателя). В 2009 году фильм был номинирован на 10 премий «Оскар» и выиграл 8 — больше всего среди фильмов 2008 года, включая лучший фильм, лучшую режиссуру и лучший адаптированный сценарий. Фильм получил 7 премий BAFTA, в том числе за лучший фильм, 5 премий Выбор критиков и 4 премии «Золотой глобус». Однако в Индии и среди индийской диаспоры фильм был встречен неоднозначно, и фильм стал предметом споров из-за изображения бедности в Индии и других проблем. Газета Hindustan Times назвала это «нападением на чувство собственного достоинства индийцев».

## Сюжет
В начале фильма задаётся вопрос:

Джамалю Малику остаётся ответить на один вопрос, чтобы выиграть 20 миллионов рупий. Как ему это удалось?

 A) Он смошенничал

 B) Ему повезло

 C) Он гений

 D) Так предначертано

Правильный ответ на данный вопрос выяснится в конце фильма.
Фильм начинается сценой в полицейском участке Мумбаи, где допрашивают с пристрастием (пытают и избивают) Джамаля Малика, бывшего жителя крупнейшего в Азии района трущоб Дхарави. Джамаль участвует в индийской версии телепрограммы «Кто хочет стать миллионером?» (Kaun Banega Crorepati). Ему осталось ответить всего лишь на один последний вопрос, который принесёт ему 20 миллионов рупий, но полиция арестовывает его по подозрению в мошенничестве.
На допросе в полиции Джамаль рассказывает печальную историю своей жизни, каждая глава которой удивительным образом дала ему ответы на все вопросы телевикторины: как он получает автограф звезды Болливуда Амитабха Баччана; смерть его матери в одном из индусско-мусульманских столкновений в трущобах; как он и его брат Салим подружились с беспризорной девочкой Латикой. По аналогии с изучавшейся в школе (где они с братом бывают очень нечасто) книгой «Три мушкетёра», Джамаль называет Салима Атосом, себя — Портосом, а Латику — третьим мушкетёром, имени которого он не знает.
Дети живут на мусорной свалке. Их находит Маман — сутенёр и компрачикос (на момент встречи дети об этом не знают), который «даёт приют» сиротам с улиц и учит их попрошайничать. Маман выделяет Салима из общей массы набранных с улицы ребят, по достоинству оценивая его жёсткий характер. Он быстро возвышает Салима до своего подручного, вскоре объявляет кастинг для своих подопечных, обещая за хорошее исполнение приз. На глазах Салима одного из конкурсантов насильно ослепляют (слепым поющим попрошайкам подают вдвое больше), после чего его просят привести Джамаля. Но Салим защищает своего брата, и все трое пытаются сбежать. Джамалю и Салиму удаётся запрыгнуть на проходящий поезд. Салим протягивает руку бегущей за поездом Латике, но в последний момент она почему-то разжимает ладонь. Однако это явно не предательство, так как Джамаль уже тогда, в детстве, сильно привязался к Латике. Маман вновь забирает её к себе, чтобы (как Джамаль позже узнает) вырастить из неё талантливую проститутку, чья девственность будет дорого стоить.
Братья всячески пытаются сводить концы с концами: они путешествуют на крышах поездов, занимаются мелкой торговлей, притворяются гидами у Тадж-Махала, промышляют воровством. Но Джамаль настаивает на возвращении в Мумбаи, так как хочет найти Латику. В подземном переходе он встречает ослеплённого Маманом попрошайку, который указывает ему адрес девушки, под её новым прозвищем — Вишенка. Когда он всё-таки находит её (она учится танцевать в борделе), то вместе с братом пытается спасти её, но внезапно появляется Маман. Салим достаёт револьвер и убивает его. Позже он идёт к конкуренту Мамана Джаведу, чтобы получить у того работу. Когда Салим возвращается, он говорит брату, что Латика теперь его собственность, и когда Джамаль протестует, Салим угрожает ему убийством. Но в конфликт вмешивается сама Латика: она просит Джамаля добровольно уйти и тем самым разбивает ему сердце, но, возможно, спасает жизнь.
Годы спустя Джамаль работает разносчиком чая в колл-центре. Один из операторов просит подменить его на пару минут, за это время Джамаль пытается найти в базе данных Салима и Латику. Он связывается с Салимом, который теперь занимает высокую должность в организации Джаведа и приглашает брата пожить в своём доме. Проследив за Салимом до дома Джаведа, Джамаль видит там Латику. Джамаль притворяется новым посудомойщиком, вызванным из агентства, чтобы его впустили внутрь. Он пытается убедить Латику сбежать с ним. Латика решительно отказывается, но Джамаль говорит, что будет ждать её каждый вечер в 5 часов на вокзале Чхатрапати Шиваджи. Однажды вечером Латика приходит, но Салим и люди Джаведа хватают и заталкивают её в машину, один из бандитов ножом оставляет порез на щеке Латики.
Джамаль теряет связь с Латикой, когда Джавед переезжает в другой дом. Чтобы вновь отыскать её, Джамаль решает принять участие в телевикторине, так как уверен, что Латика однозначно будет её смотреть. На все вопросы он отвечает правильно, даже после того, как ведущий во время перерыва намеренно подсказывает ему неверный ответ. Джамалю остался один вопрос, но тут время игры истекает. Затем его арестовывают и везут в полицейский участок, чтобы выяснить, как бывший обитатель трущоб может знать ответы на такое огромное количество вопросов. Когда Джамаль рассказывает историю своей жизни о том, как, где и когда он узнавал ответы на вопросы телевикторины, инспектор говорит, что его история «похожа на правду», и отпускает Джамаля, чтобы он мог ответить на последний вопрос.
В доме Джаведа Латика смотрит новости, где говорят об удивительном успехе Джамаля. Салим даёт Латике ключи от машины и свой телефон, чтобы она смогла сбежать. Звучит последний вопрос: «Как зовут третьего мушкетёра в романе Дюма?». Джамаль выбирает подсказку «Звонок другу» и звонит своему брату, но вместо него отвечает Латика. Она говорит, что не знает ответа на последний вопрос, но добавляет, что находится в безопасности. Джамаль наугад выбирает правильный ответ (Арамис) и выигрывает 20 миллионов. Джавед, услышав в телеэфире голос Латики, понимает, что Салим помог ей сбежать. Тот запирается в ванной комнате, а когда туда врывается Джавед, застреливает того, погибая от подручных Джаведа и успевая сказать: «Господь велик».
Джамаль и Латика наконец-то воссоединяются на вокзале тем же вечером, танцуя вместе с прохожими. В финале становится известен ответ на вопрос в начале фильма: D) Так предначертано.

### Вопросы в игре
Правильные ответы выделены жирным шрифтом.
| Сумма        | Вопрос                                                                                            | Варианты ответа                                                                                               | Откуда узнал                                                             |
| ------------ | ------------------------------------------------------------------------------------------------- | --- | ------------------------------------------------------------------------ |
| ₹ 1 000      | Кто был звездой фильма 1973 года «Затянувшаяся расплата»?                                         | А. Амитабх Баччан.                                                                                            | Его любимый актёр                                                        |
| ₹ 4 000      | На национальной эмблеме Индии изображены три льва. А что написано под ними?                       | A. Побеждает только истина. B. Только ложь побеждает. C. Только гламур побеждает. D. Побеждают только деньги. | Использовал подсказку «Помощь зала»                                      |
| ₹ 8 000      | Вопрос неизвестен.                                                                                | A. ?. B. ?. C. ?. D. ?.                                                                                       | Неизвестно                                                               |
| ₹ 16 000     | На изображениях бога Рамы, что он обычно держит в правой руке?                                    | A. Цветок. B. Меч. C. Дитя. D. Лук и стрелу                                                                   | Во время мусульманско-индусского столкновения «встретил» его             |
| ₹ 250 000    | Какой известный индийский поэт написал песню «Явись, Кришна»?                                     | A. Сурдас. B. Тулсидас. C. Мира Баи. D. Кабир.                                                                | Разучивал эту песню, работая на Мамана                                   |
| ₹ 1 000 000  | Какой американский деятель изображён на 100-долларовой купюре?                                    | A. Джордж Вашингтон. B. Франклин Рузвельт. C. Бенджамин Франклин. D. Авраам Линкольн.                         | Узнал от своего друга-попрошайки                                         |
| ₹ 2 500 000  | Кто изобрёл револьвер?                                                                            | A. Сэмюэл Кольт. B. Брюс Браунинг. C. Дэн Вессон. D. Джеймс Револьвер.                                        | С его помощью Салим убивает Мамана                                       |
| ₹ 5 000 000  | В каком британском городе находится Кембридж Циркус?                                              | A. Оксфорд. B. Лидс. C. Кембридж. D. Лондон.                                                                  | Узнал на работе                                                          |
| ₹ 10 000 000 | Какой игрок в крикет набрал самое большое число очков в истории?                                  | A. Сачин Тендулкар. B. Рикки Понтинг. C. Майкл Слэйтер. D. Джек Хоббс.                                        | Использовал подсказку «50 на 50», хотя ему подбросили неправильный ответ |
| ₹ 20 000 000 | Двух мушкетёров в романе Александра Дюма «Три мушкетёра» звали Атос и Портос. Как звали третьего? | A. Арамис. B. Кардинал Ришельё. C. д’Артаньян. D. Планше.                                                     | Использовал подсказку «Звонок другу», выбрал наугад                      |

На втором вопросе Джамаль берёт «помощь зала», хотя делает это не из-за незнания ответа, а чтобы заявить, что часто в его мире для людей побеждает не истина, а деньги или ложь. На предпоследнем вопросе он берёт подсказку «50 на 50»: ведущий подбрасывает ему заведомо неправильный ответ, однако Джамаль не поддаётся на провокацию и отвечает верно. На последнем вопросе Джамаль звонит брату, трубку берет Латика. Но она не знает ответа. Джамаль доверяется судьбе и угадывает правильно.

## В ролях
- Дев Патель — Джамаль Малик
- Аюш Махеш Кхедекар — Джамаль в 5-6 лет
- Танай Чхеда[англ.] — Джамаль в 11-12 лет
- Мадхур Миттал — Салим Малик
- Ажаруддин Мохаммед Измаил — Салим в 6-7 лет
- Ашутош Лобо Гадживала — Салим в 12-13 лет
- Санчита Чоудхари — мама Джамаля и Салима
- Ирфан Кхан — инспектор
- Саурабх Шукла — сержант Сринивас
- Анил Капур — ведущий игры Прем
- Рахендранат Зутши — режиссёр на игре
- Женева Талвар
- Фрида Пинто — Латика
- Рубина Али — Латика в 5-6 лет
- Танви Ганеш Лонкар — Латика в 11-12 лет
- Махеш Манджрекар — Джавед
- Анкур Викал — Маман

## Прокат
В Новой Зеландии и Португалии фильм вышел в прокат 5 февраля 2009 года, в Аргентине, Нидерландах, России и Сингапуре — 12 февраля 2009 года, в Венгрии, Кувейте и Перу — 19 февраля 2009 года.

## Дальнейшая судьба актёров
Дети-актёры, исполнившие роли Салима и Латики в детстве, так же, как и их герои в фильме, жили в беднейшем квартале Мумбаи. По возвращении в Индию сотни соотечественников встречали их как национальных героев — с гирляндами из живых цветов, пели песни и носили на руках. После оглушительного успеха картины в Голливуде правительство Индии пообещало безвозмездно предоставить семьям детей-актёров квартиры в центре города, однако дети вернулись обратно в трущобы Мумбаи. Правда, Ажжарудин позже получил квартиру площадью 18 м², куда переехал с семьёй.
Британский таблоид «News of the World» в рамках своего расследования на тему эксплуатации детей в Мумбаи подослал «посредников» к отцу Рубины Али — девочки, исполнявшей роль Латики в детстве. Папа Рафик и дядя Рубины Раджан вступили в переговоры о продаже девочки в семью «восточного шейха», попросив за неё 200 000 фунтов стерлингов. Отец Рубины объяснял желание продать дочь бедственным материальным положением семьи, которая, по его словам, «не получила ничего за участие в фильме».
Гонорары трёх актёров, сыгравших главных персонажей в детстве, были размещены в трастовых фондах, которые выдадут деньги актёрам при завершении средней школы и достижении шестнадцатилетнего возраста.

## Саундтрек
1. O Saya — А. Р. Рахман, M.I.A.
2. Riots — А. Р. Рахман (инструментальная)
3. Mausam & Escape — Азад Хан (ситар, инструментальная)
4. Paper Planes — M.I.A.
5. Paper Planes (Dfa Remix) — M.I.A.
6. Ringa Ringa — Алка Ягник, Ила Арун
7. Liquid Dance — Палаккад Шрирам, Мадхумита
8. Latika’s Theme — Сюзанна
9. Aaj Ki Raat — Сону Нигам, Малакшми Айер, Алиша Чинаи
10. Millionaire — Мадхумита
11. Gangsta Blues — BlaaZe, Tanvi Shah
12. Dreams on Fire — Сюзанна
13. Jai Ho — Сукхвиндер Сингх, Tanvi Shah, Малакшми Айер, Виджай Пракаш (финальные титры)

## Отличия фильма от книги
- В книге имя главного героя — Рама Мохаммед Томас, а не Джамаль. Поскольку родители героя неизвестны и никто не хотел устраивать споров на религиозной почве, в церкви, куда подбросили главного героя, ему дают тройное имя, удовлетворяющее христиан, индуистов и мусульман. При этом Рама за время жизни у настоятеля церкви немного обучается чтению и овладевает английским.
- В фильм не попали многочисленные эпизоды из книги, в том числе о работе главного героя прислугой у австралийского посла, у кинозвезды Неелимы Кумари (реальный прототип — Мина Кумари), о жизни в агрийском чоуле и о потерявшем рассудок мальчике Шанкаре, заразившимся бешенством.
- В фильме главный герой и Салим являются родными братьями и растут вместе, в книге же они товарищи по несчастью и знакомятся случайно в детском доме. Книжный Салим сильно отличается от Салима в фильме: в отличие от жестокого и беспринципного Салима в фильме, в книге Салим очень добрый, покладистый и мечтает стать актером.
- В фильме главного героя пытает и допрашивает рядовой полицейский, а свою историю он рассказывает инспектору. В книге же его пытает лично сам инспектор, а историю своей жизни он рассказывает женщине-адвокату, которую, как выясняется в конце книги, он когда-то спас от приставаний пьяного отца.
- Если в книге главный герой никогда не знал своей матери, то в фильме же он переживает смерть матери на своих глазах во время индусско-мусульманских столкновений.
- Персонажа Латики в книге нет вообще, а вот проститутка Нита, в которую влюбляется главный герой, послужила прообразом для Латики в фильме.
- В фильме главный герой участвует в реально существующей индийской версии шоу «Кто хочет стать миллионером?» и, соответственно, выигрывает 20 миллионов рупий. В книге он участвует в вымышленной передаче, сделанной при этом по образцу вышесказанной передачи, и выигрывает 1 миллиард.
- Если в фильме ведущий игры Прем лишь бесит Джамаля своими подколками и намёками, но не выводит его из себя, то в книге Рама считает его настоящим злом, обвиняя его в изнасиловании и избиении звезды Неелимы Кумари и проститутки Ниты.

## Награды и номинации
| Премия                               | Категория                                                         | Имя                                   | Результат |
| ------------------------------------ | ----------------------------------------------------------------- | ------------------------------------- | --------- |
| Оскар                                | Лучший фильм                                                      | Кристиан Колсон                       | Победа    |
| Оскар                                | Лучшая режиссура                                                  | Дэнни Бойл                            | Победа    |
| Оскар                                | Лучший адаптированный сценарий                                    | Саймон Бофой                          | Победа    |
| Оскар                                | Лучшая операторская работа                                        | Энтони Дод Мэнтл                      | Победа    |
| Оскар                                | Лучший монтаж                                                     | Крис Диккенс                          | Победа    |
| Оскар                                | Лучшая музыка к фильму                                            | А. Р. Рахман                          | Победа    |
| Оскар                                | Лучшая песня к фильму                                             | А. Р. Рахман, M.I.A. («O Saya»)       | Номинация |
| Оскар                                | Лучшая песня к фильму                                             | А. Р. Рахман, Гулзар («Jai Ho»)       | Победа    |
| Оскар                                | Лучший звук                                                       | Иэн Тапп, Ричард Прайк, Ресул Пукатти | Победа    |
| Оскар                                | Лучший звуковой монтаж                                            | Том Сейерс, Гленн Фримантл            | Номинация |
| BAFTA                                |                                                                   |                                       |           |
| Лучший фильм                         | Кристиан Колсон                                                   | Победа                                |           |
| Лучший британский фильм              | Кристиан Колсон, Дэнни Бойл, Саймон Бофой                         | Номинация                             |           |
| Лучшая режиссура                     | Дэнни Бойл                                                        | Победа                                |           |
| Лучшая мужская роль                  | Дев Патель                                                        | Номинация                             |           |
| Лучшая женская роль второго плана    | Фрида Пинто                                                       | Номинация                             |           |
| Лучший адаптированный сценарий       | Саймон Бофой                                                      | Победа                                |           |
| Лучшая операторская работа           | Энтони Дод Мэнтл                                                  | Победа                                |           |
| Лучшая работа художника-постановщика | Марк Дигби, Мишель Дэй                                            | Номинация                             |           |
| Лучший монтаж                        | Крис Дикенс                                                       | Победа                                |           |
| Лучшая музыка к фильму               | А. Р. Рахман                                                      | Победа                                |           |
| Лучший звук                          | Иэн Тапп, Ричард Прайк, Ресул Пукатти, Том Сейерс, Гленн Фримантл | Победа                                |           |
| Золотой глобус                       | Лучший фильм — драма                                              |                                       | Победа    |
| Золотой глобус                       | Лучшая режиссура                                                  | Дэнни Бойл                            | Победа    |
| Золотой глобус                       | Лучший сценарий                                                   | Саймон Бофой                          | Победа    |
| Золотой глобус                       | Лучшая музыка к фильму                                            | А. Р. Рахман                          | Победа    |
| Премия Гильдии киноактёров США       | Лучший актёрский состав                                           |                                       | Победа    |
| Премия Гильдии киноактёров США       | Лучшая мужская роль второго плана                                 | Дев Патель                            | Номинация |